# Guesnain
Guesnain [ɡenɛ̃] est une commune française, située dans le département du Nord (59) en région Hauts-de-France. La Compagnie des mines d'Aniche y a ouvert la fosse Saint René.

## Géographie

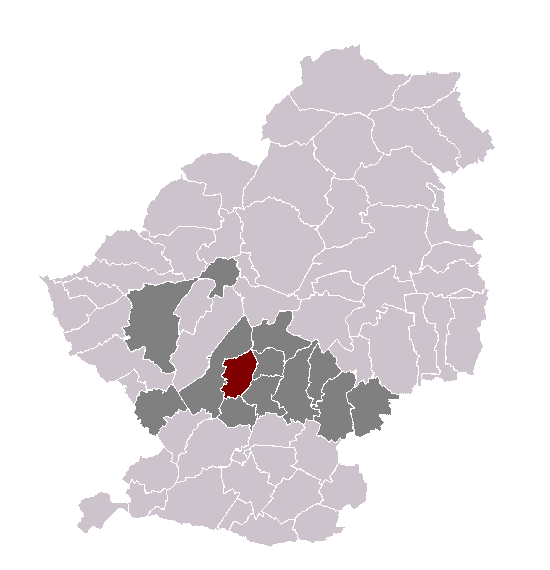
Guesnain dans son canton et son arrondissement

### Communes limitrophes
|       |          | Montigny-en-Ostrevent |
| Dechy | Guesnain | Loffre                |
|       | Roucourt | Lewarde               |

### Hydrographie

#### Réseau hydrographique
La commune est située dans le bassin Artois-Picardie. Elle est drainée par le Bayon et divers autres petits cours d'eau,.

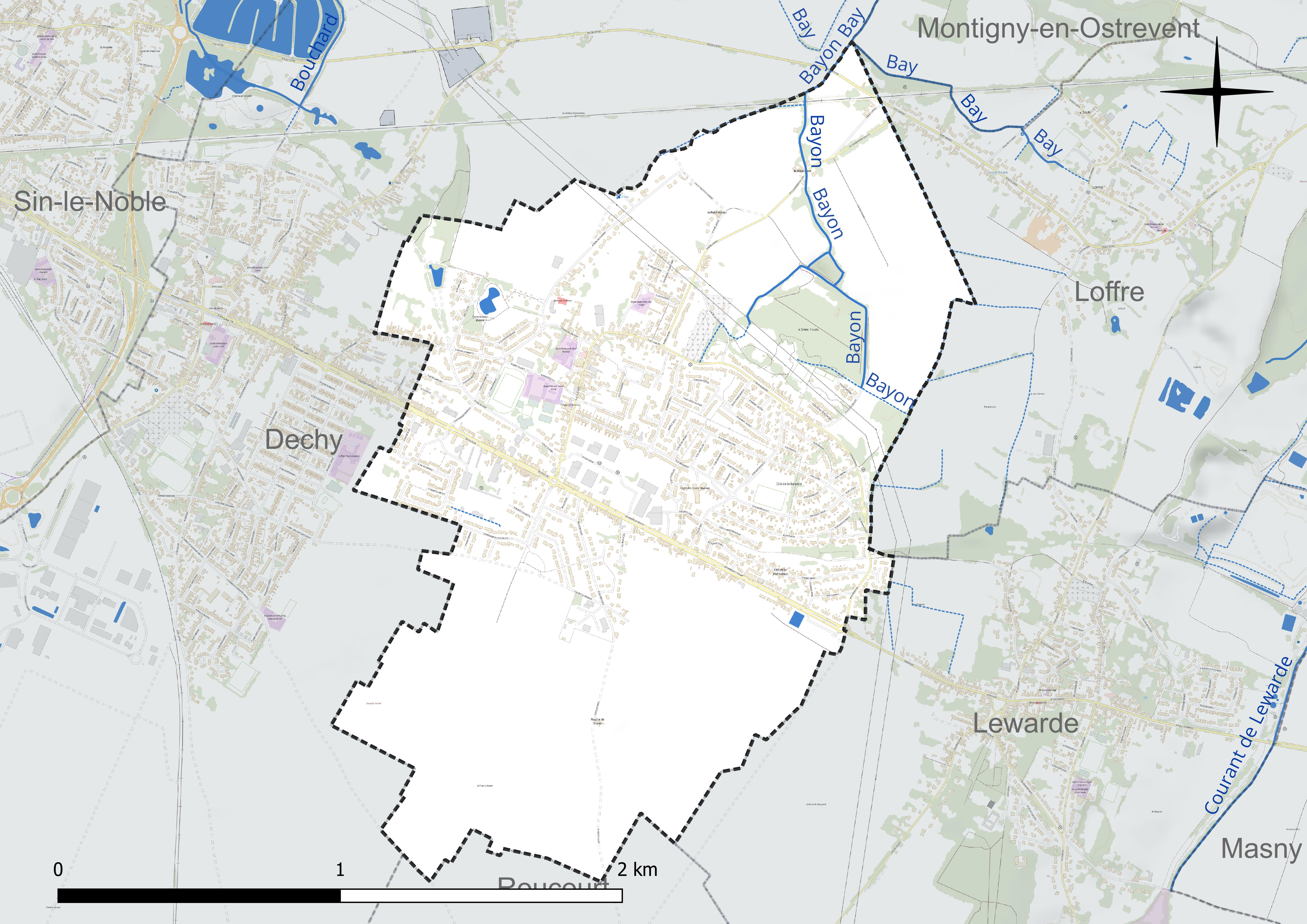
Réseau hydrographique de Guesnain.

#### Gestion et qualité des eaux
Le territoire communal est couvert par le schéma d'aménagement et de gestion des eaux (SAGE) « Scarpe aval ». Ce document de planification concerne un territoire de 624 km2 de superficie, délimité par le bassin versant de la Scarpe aval, comprenant la Pévèle, la plaine de la Scarpe et le bassin minier avec l'Ostrevent. Le périmètre a été arrêté le 18 mars 1997 et le SAGE proprement dit a été approuvé le 12 mars 2009, puis révisé le 5 juillet 2021. La structure porteuse de l'élaboration et de la mise en œuvre est le parc naturel régional Scarpe-Escaut. 
La qualité des cours d'eau peut être consultée sur un site dédié géré par les agences de l'eau et l'Agence française pour la biodiversité. 

### Climat
Pour des articles plus généraux, voir Climat des Hauts-de-France et Climat du Nord.
En 2010, le climat de la commune est de type climat océanique dégradé des plaines du Centre et du Nord, selon une étude du CNRS s'appuyant sur une série de données couvrant la période 1971-2000. En 2020, Météo-France publie une typologie des climats de la France métropolitaine dans laquelle la commune est exposée à un climat océanique et est dans la région climatique  Nord-est du bassin Parisien, caractérisée par un ensoleillement médiocre, une pluviométrie moyenne régulièrement répartie au cours de l'année et un hiver froid (3 °C). 
Pour la période 1971-2000, la température annuelle moyenne est de 10,6 °C, avec une amplitude thermique annuelle de 14,6 °C. Le cumul annuel moyen de précipitations est de 680 mm, avec 12,3 jours de précipitations en janvier et 8,8 jours en juillet. Pour la période 1991-2020, la température moyenne annuelle observée sur la station météorologique la plus proche, située sur la commune de Douai à 5 km à vol d'oiseau, est de 11,0 °C et le cumul annuel moyen de précipitations est de 729,2 mm,. Pour l'avenir, les paramètres climatiques de la commune estimés pour 2050 selon différents scénarios d'émission de gaz à effet de serre sont consultables sur un site dédié publié par Météo-France en novembre 2022.
| Mois                                  | jan.             | fév.           | mars            | avril           | mai           | juin            | jui.          | août            | sep.            | oct.          | nov.            | déc.             | année     |
| ------------------------------------- | ---------------- | -------------- | --------------- | --------------- | ------------- | --------------- | ------------- | --------------- | --------------- | ------------- | --------------- | ---------------- | --------- |
| Température minimale moyenne (°C)     | 3,4              | 3,5            | 5,3             | 7,4             | 10,5          | 13,3            | 15,5          | 15,8            | 13,6            | 10,4          | 6,9             | 4,2              | 9,2       |
| Température moyenne (°C)              | 5,5              | 5,7            | 7,7             | 10,3            | 13,3          | 16,1            | 18,4          | 18,8            | 16,5            | 13            | 9               | 6,2              | 11,7      |
| Température maximale moyenne (°C)     | 7,6              | 8              | 10,2            | 13,1            | 16            | 18,9            | 21,2          | 21,7            | 19,3            | 15,6          | 11,1            | 8,3              | 14,3      |
| Record de froid (°C) date du record   | −13,4 17.01.1985 | −18 12.02.1929 | −7 02.03.1929   | −5,2 05.04.1911 | −1 04.05.1929 | 3 30.06.1892    | 6 04.07.1911  | 4 28.08.1927    | 3,4 27.09.1912  | −4 21.10.1908 | −7 10.11.1908   | −12,2 14.12.1899 | −18 1929  |
| Record de chaleur (°C) date du record | 16,4 01.01.22    | 19,1 24.02.21  | 24,8 24.03.1896 | 28,4 29.04.1955 | 34 31.05.1892 | 34,8 11.06.1900 | 41,3 25.07.19 | 36,2 19.08.1932 | 35,2 08.09.1898 | 28 01.10.1908 | 20,3 02.11.1899 | 16,6 23.12.1977  | 41,3 2019 |
| Précipitations (mm)                   | 53,9             | 45,4           | 41,9            | 36,7            | 45,5          | 54,5            | 58,5          | 64,2            | 64,9            | 73            | 79,5            | 72,8             | 690,8     |

## Urbanisme

### Typologie
Au 1er janvier 2024, Guesnain est catégorisée grand centre urbain, selon la nouvelle grille communale de densité à sept niveaux définie par l'Insee en 2022.
Elle appartient à l'unité urbaine de Douai-Lens, une agglomération inter-départementale regroupant 67  communes, dont elle est une commune de la banlieue,,. Par ailleurs la commune fait partie de l'aire d'attraction de Douai, dont elle est une commune du pôle principal,. Cette aire, qui regroupe 61 communes, est catégorisée dans les aires de 50 000 à moins de 200 000 habitants,.

### Occupation des sols
L'occupation des sols de la commune, telle qu'elle ressort de la base de données européenne d'occupation biophysique des sols Corine Land Cover (CLC), est marquée par l'importance des territoires agricoles (60,2 % en 2018), en diminution par rapport à 1990 (65,4 %). La répartition détaillée en 2018 est la suivante : 
terres arables (49,2 %), zones urbanisées (39,8 %), prairies (11 %). L'évolution de l'occupation des sols de la commune et de ses infrastructures peut être observée sur les différentes représentations cartographiques du territoire : la carte de Cassini (XVIIIe siècle), la carte d'état-major (1820-1866) et les cartes ou photos aériennes de l'IGN pour la période actuelle (1950 à aujourd'hui).

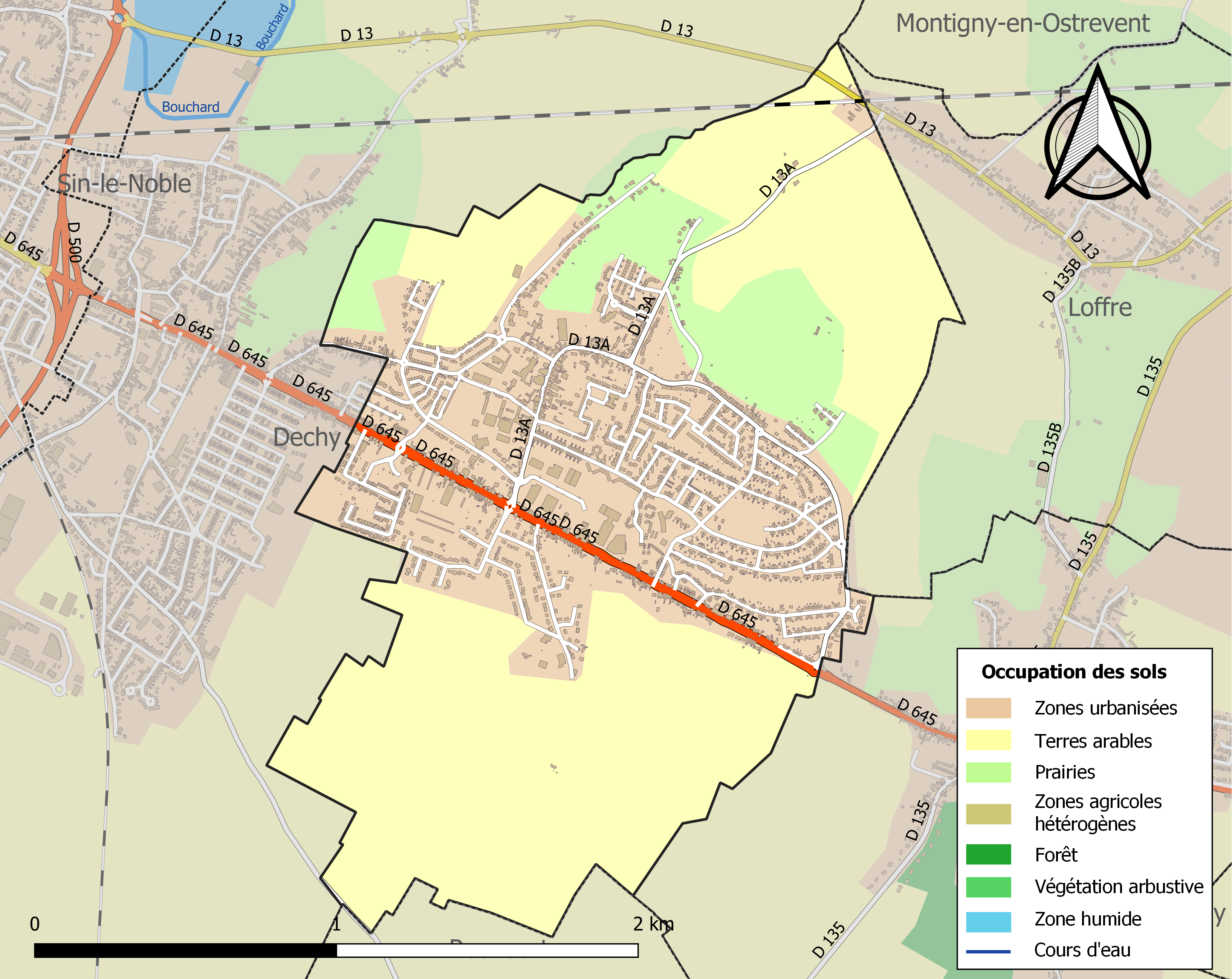
Carte des infrastructures et de l'occupation des sols de la commune en 2018 (CLC).

### Voies de communication et transports
La commune est traversée par la ligne A du bus à haut niveau de service de Douai ainsi que par la ligne 12 du réseau Évéole.

## Histoire
Une implantation humaine datant des Mérovingiens a été attestée par des fouilles, à proximité de l'église, à l'endroit où est bâtie l'actuelle médiathèque.
Le domaine a appartenu à l'Abbaye de Maubeuge jusqu'à la Révolution.
Le développement de la localité a été lié à l'exploitation minière dès le dernier tiers du XIXe siècle. En 1865, la Compagnie des mines d'Aniche réalisa le forage d'un premier puits, celui de la fosse Saint-René. Le deuxième puits fut mis en service en 1899.
Les équipements eurent à souffrir lors de la Première Guerre mondiale. L'exploitation de la houille put reprendre dès 1921. Cette activité s'interrompit définitivement en 1964.

## Héraldique
|  | Les armes de Guesnain se blasonnent ainsi : "D'argent à trois chevrons de sable." |

## Politique et administration

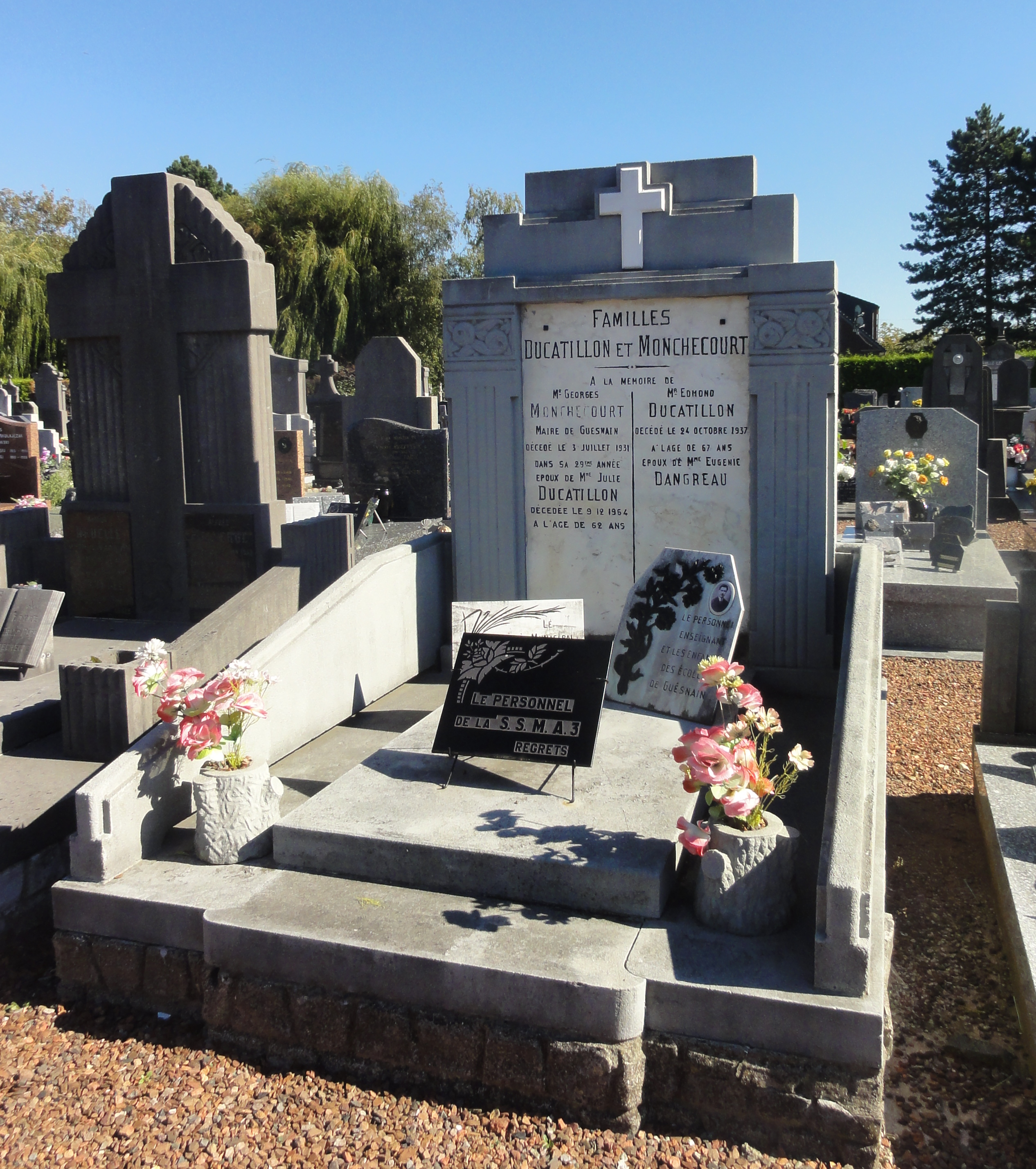
Tombe de Georges Monchecourt au cimetière de Guesnain.

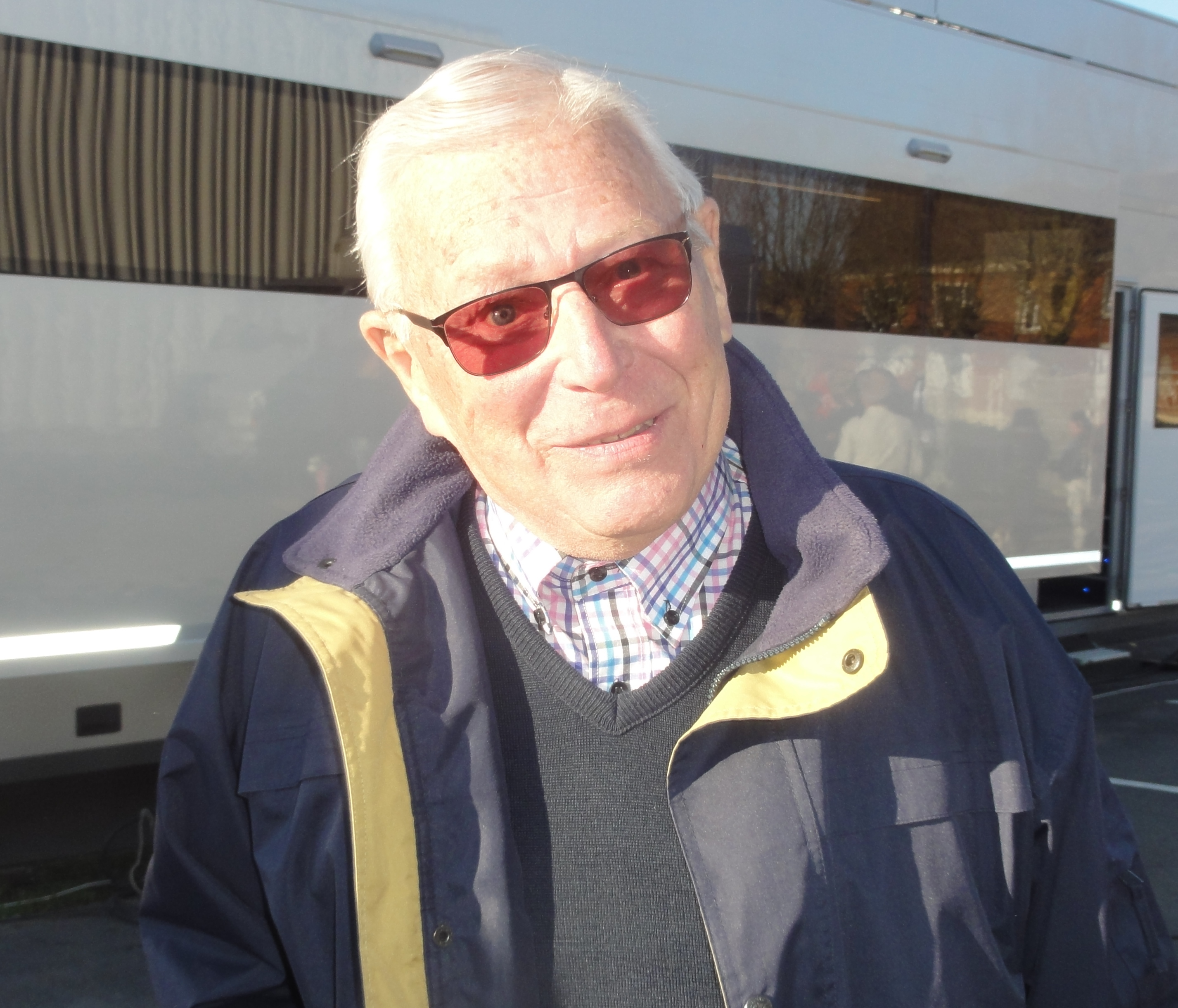
Jean Pot lors du Grand Prix de Denain 2019.

### Tendances politiques et résultats
Lors du premier tour des élections municipales le 15 mars 2020, vingt-sept sièges sont à pourvoir ; on dénombre 3 384 inscrits, dont 1 710 votants (50,53 %), 14 votes blancs (0,82 %) et 1 673 suffrages exprimés (97,84 %). La liste étiquetée divers gauche Ensemble solidaires et responsables pour les guesninois menée par la maire sortante Maryline Lucas recueille 1 007 voix (60,19 %) et remporte ainsi vingt-deux sièges au conseil municipal contre trois pour la liste divers gauche Guesnain, notre ville, votre avenir menée par Sylvain Devred avec 343 voix (20,5 %) et deux pour la liste divers droite Notre parti, c'est Guesnain menée par Éric Gola avec 323 voix (19,31 %),.

### Liste des maires
Alexandre Derveaux a été conseiller général du canton de Douai-Sud de 1967 à 1985. Maryline Lucas devient en 2015 conseillère départementale du tout nouveau canton d'Aniche avec Charles Beauchamp.
Maire en 1802-1803 : G. Leduc.
Maire en 1807 : Jacquart.
Maire en 1881 : Leleu-Haudion.
Le groupe d'histoire locale de Guesnain dresse ainsi la liste des maires de Guesnain :
| Identité                                               | Période      | Période                                    | Durée                      | Étiquette                                 |
| Identité                                               | Début        | Fin                                        | Durée                      | Étiquette                                 |
| ------------------------------------------------------ | ------------ | ------------------------------------------ | -------------------------- | ----------------------------------------- |
| Auguste Jacquart (d)                                   | janvier 1848 | septembre 1848                             | 8 mois                     |                                           |
| Georges Monchecourt (d) (années 1900 - 3 juillet 1931) | mai 1929     | 3 juillet 1931 (mort en cours de mandat)   | 2 ans et 2 mois            |                                           |
| Henri Coupez (d) (1882 - 1945)                         | août 1931    | 1945 (mort en cours de mandat)             | 14 ans                     |                                           |
| René Golliot (d) (12 décembre 1889 - 1er octobre 1948) | 19 mai 1945  | 1er octobre 1948 (mort en cours de mandat) | 3 ans, 4 mois et 12 jours  |                                           |
| Jules Lekien (d) (mort le 21 août 1964)                | 3 mai 1953   | 21 août 1964 (mort en cours de mandat)     | 11 ans, 3 mois et 18 jours |                                           |
| Alexandre Derveaux (d) (4 janvier 1921 - 5 août 2006)  | 1964         | juin 1995                                  | 31 ans                     | Parti communiste français                 |
| Jean Pot (d)                                           | juin 1995    | avril 2014                                 | 18 ans et 10 mois          | apparenté PCF (d)                         |
| Maryline Lucas (d), (née le 13 juillet 1963)           | avril 2014   | En cours                                   | 10 ans et 11 mois          | Front de gauche Parti communiste français |

## Population et société

### Démographie

#### Évolution démographique
L'évolution du nombre d'habitants est connue à travers les recensements de la population effectués dans la commune depuis 1793. Pour les communes de moins de 10 000 habitants, une enquête de recensement portant sur toute la population est réalisée tous les cinq ans, les populations de référence des années intermédiaires étant quant à elles estimées par interpolation ou extrapolation. Pour la commune, le premier recensement exhaustif entrant dans le cadre du nouveau dispositif a été réalisé en 2006.

En 2022, la commune comptait 4 645 habitants, en évolution de −0,13 % par rapport à 2016 (Nord : +0,51 %, France hors Mayotte : +2,11 %).
| 1793 | 1800 | 1806 | 1821 | 1831 | 1836 | 1841 | 1846 | 1851 |
| ---- | ---- | ---- | ---- | ---- | ---- | ---- | ---- | ---- |
| 360  | 387  | 415  | 460  | 495  | 497  | 493  | 479  | 427  |

| 1856 | 1861 | 1866 | 1872 | 1876 | 1881 | 1886  | 1891  | 1896  |
| ---- | ---- | ---- | ---- | ---- | ---- | ----- | ----- | ----- |
| 430  | 440  | 459  | 531  | 810  | 914  | 1 004 | 1 054 | 1 130 |

| 1901  | 1906  | 1911  | 1921  | 1926  | 1931  | 1936  | 1946  | 1954  |
| ----- | ----- | ----- | ----- | ----- | ----- | ----- | ----- | ----- |
| 1 748 | 2 245 | 2 534 | 2 293 | 2 841 | 3 041 | 3 201 | 3 564 | 4 298 |

| 1962  | 1968  | 1975  | 1982  | 1990  | 1999  | 2006  | 2011  | 2016  |
| ----- | ----- | ----- | ----- | ----- | ----- | ----- | ----- | ----- |
| 4 790 | 4 702 | 4 703 | 5 076 | 5 048 | 4 882 | 4 663 | 4 715 | 4 651 |

| 2021  | 2022  | - | - | - | - | - | - | - |
| ----- | ----- | - | - | - | - | - | - | - |
| 4 656 | 4 645 | - | - | - | - | - | - | - |

#### Pyramide des âges
La population de la commune est relativement jeune.
En 2018, le taux de personnes d'un âge inférieur à 30 ans s'élève à 36,1 %, soit en dessous de la moyenne départementale (39,5 %). À l'inverse, le taux de personnes d'âge supérieur à 60 ans est de 28,1 % la même année, alors qu'il est de 22,5 % au niveau départemental.
En 2018, la commune comptait 2 184 hommes pour 2 507 femmes, soit un taux de 53,44 % de femmes, légèrement supérieur au taux départemental (51,77 %).
Les pyramides des âges de la commune et du département s'établissent comme suit.
| Hommes | Classe d’âge | Femmes |
| ------ | ------------ | ------ |
| 0,4    | 90 ou +      | 1,3    |
| 6,5    | 75-89 ans    | 11,2   |
| 17,4   | 60-74 ans    | 18,8   |
| 18,2   | 45-59 ans    | 17,7   |
| 18,4   | 30-44 ans    | 17,5   |
| 17,8   | 15-29 ans    | 14,4   |
| 21,3   | 0-14 ans     | 19,0   |

| Hommes | Classe d’âge | Femmes |
| ------ | ------------ | ------ |
| 0,5    | 90 ou +      | 1,4    |
| 5,3    | 75-89 ans    | 8,1    |
| 14,8   | 60-74 ans    | 16,2   |
| 19,1   | 45-59 ans    | 18,4   |
| 19,5   | 30-44 ans    | 18,7   |
| 20,7   | 15-29 ans    | 19,1   |
| 20,2   | 0-14 ans     | 18     |

## Lieux et monuments
- L'église Sainte-Aldegonde

Bâti au milieu du XIXe s., l'édifice de brique et pierre se caractérise par la présence, de part et d'autre du portail, de deux anciens fûts de colonnes surmontés d'un chapiteau, dressés sans contact avec l'édifice lui-même. Ces deux éléments appartenaient à l'ancienne église du village.
- Hôtel-de-ville

La Mairie est installée dans l'ancien logement patronal de la brasserie.
- Vestiges de l'ancienne brasserie

La date de construction (1883) est encore parfaitement visible sur le cylindre de brique qui subsiste de la cheminée. La brasserie fut en service jusqu'au début de la Seconde Guerre mondiale.
- Monument aux morts

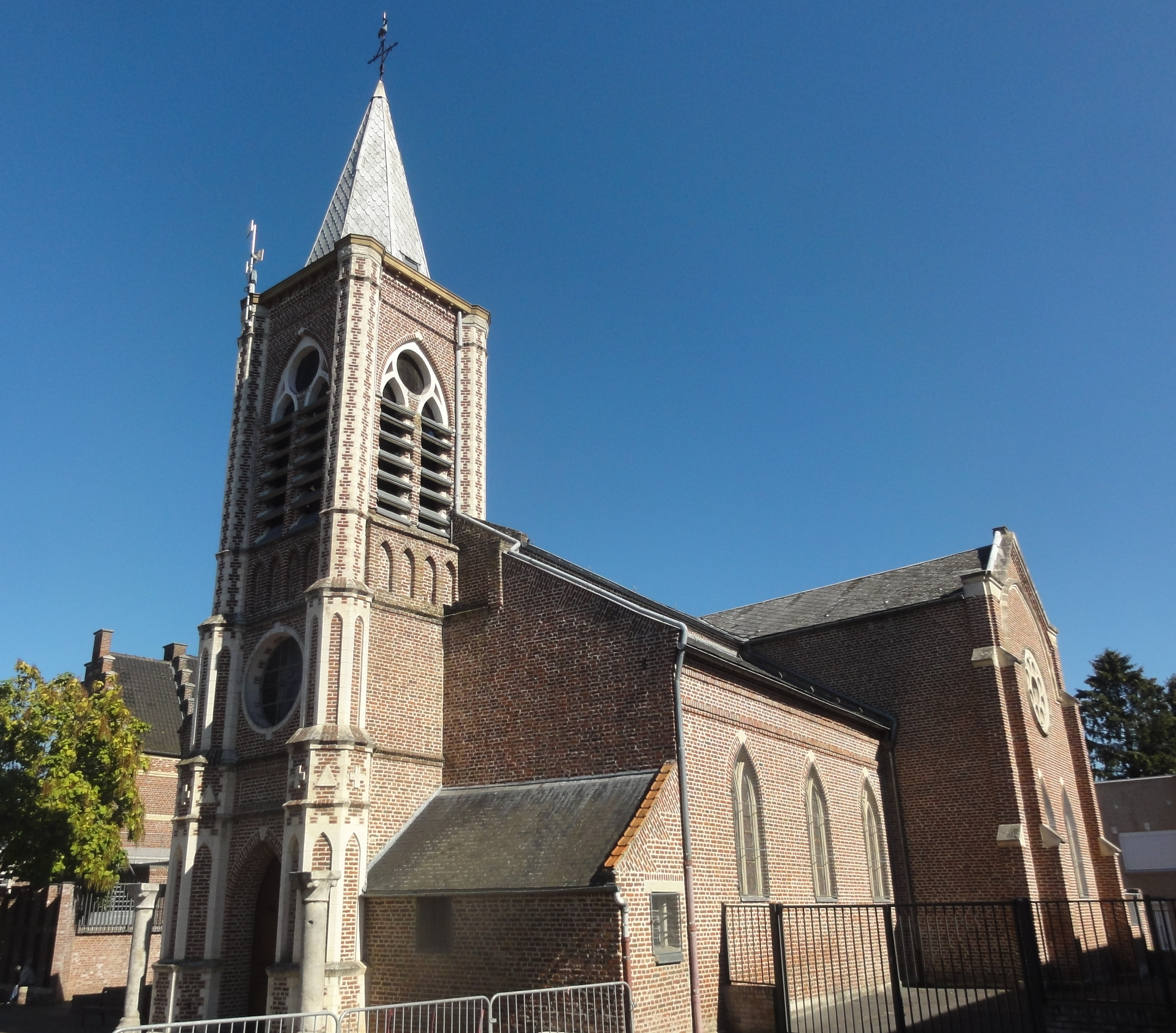
L'église Sainte-Aldegonde.
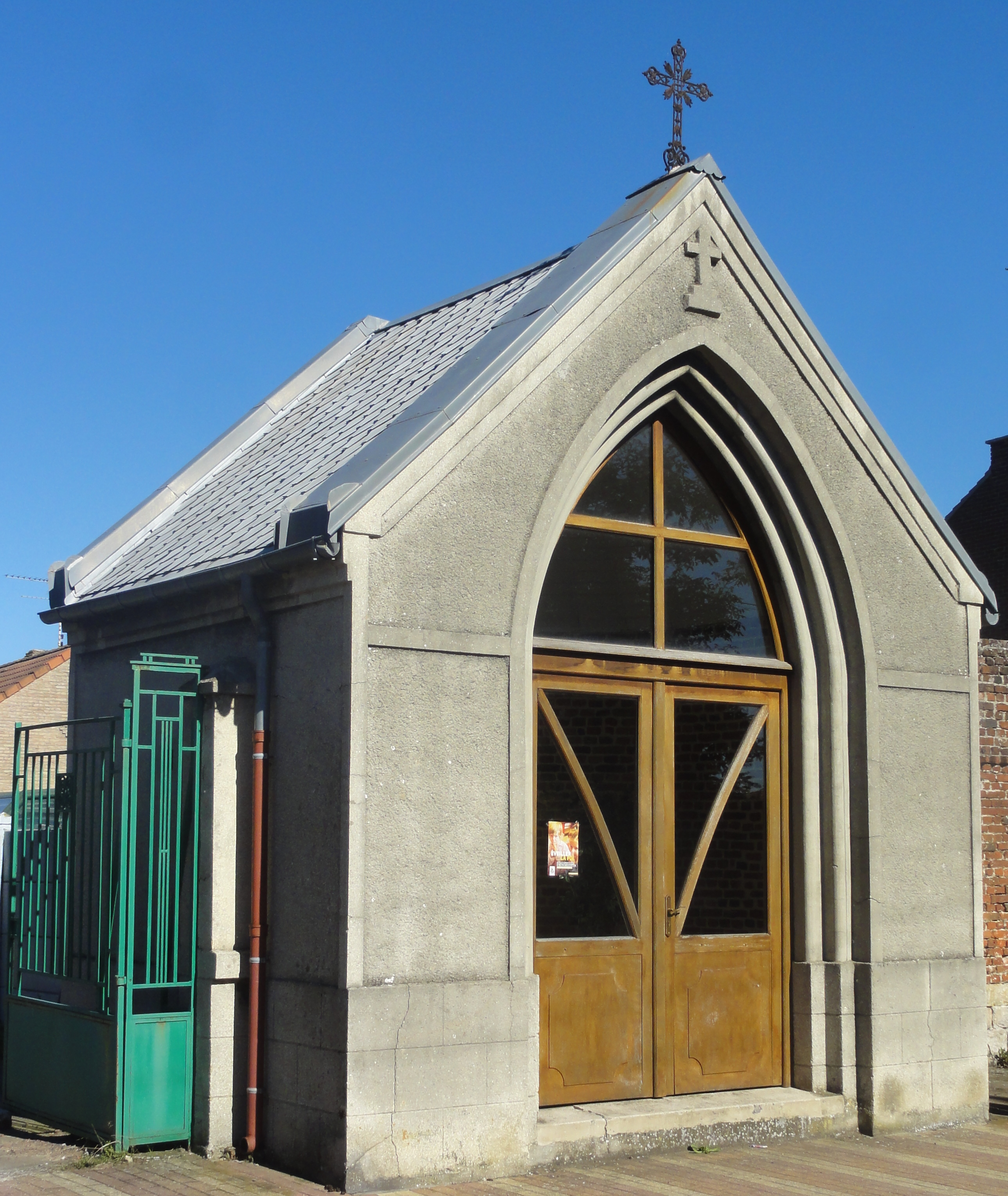
La chapelle Notre-Dame-de-Grâce.
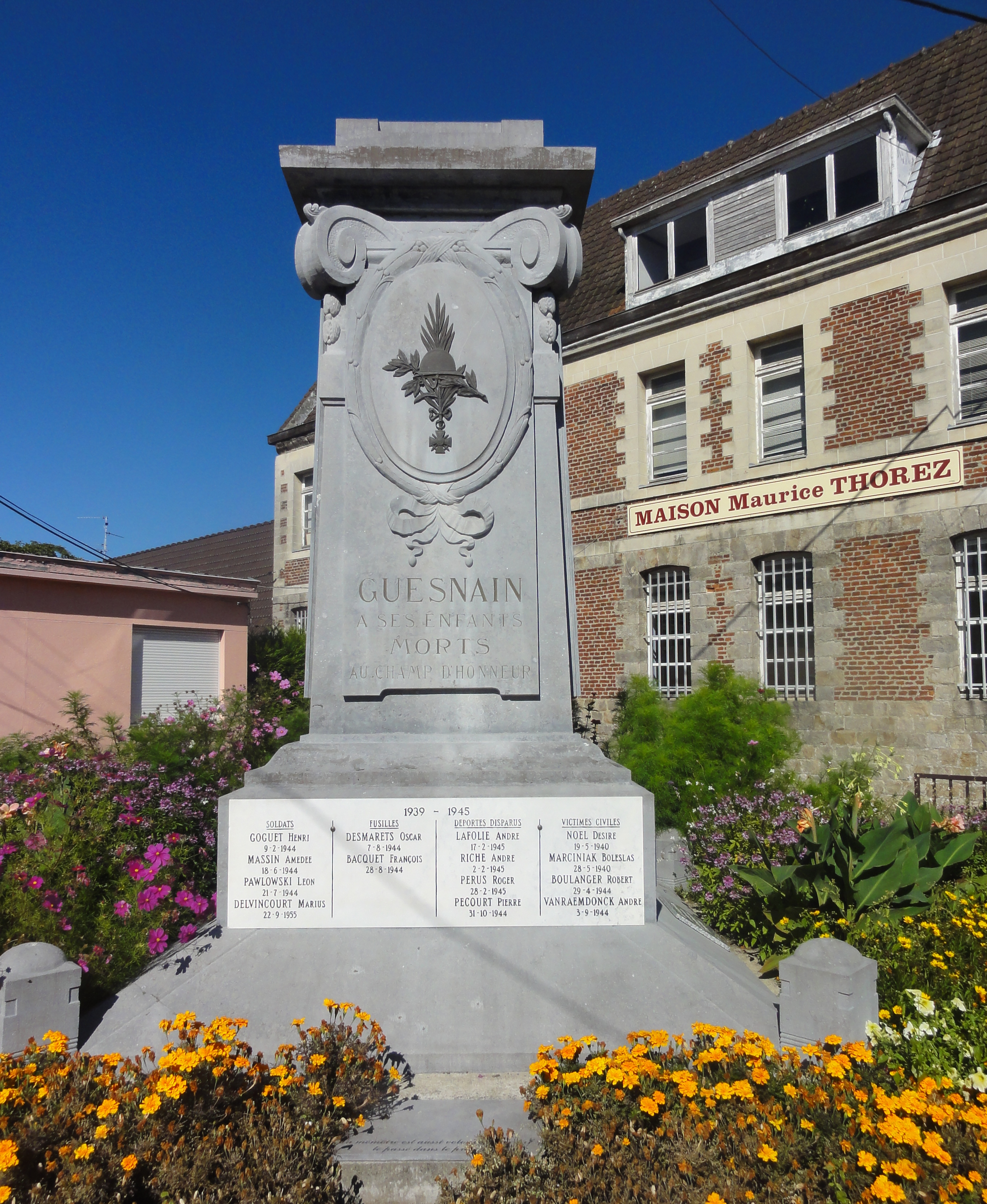
Le monument aux morts.
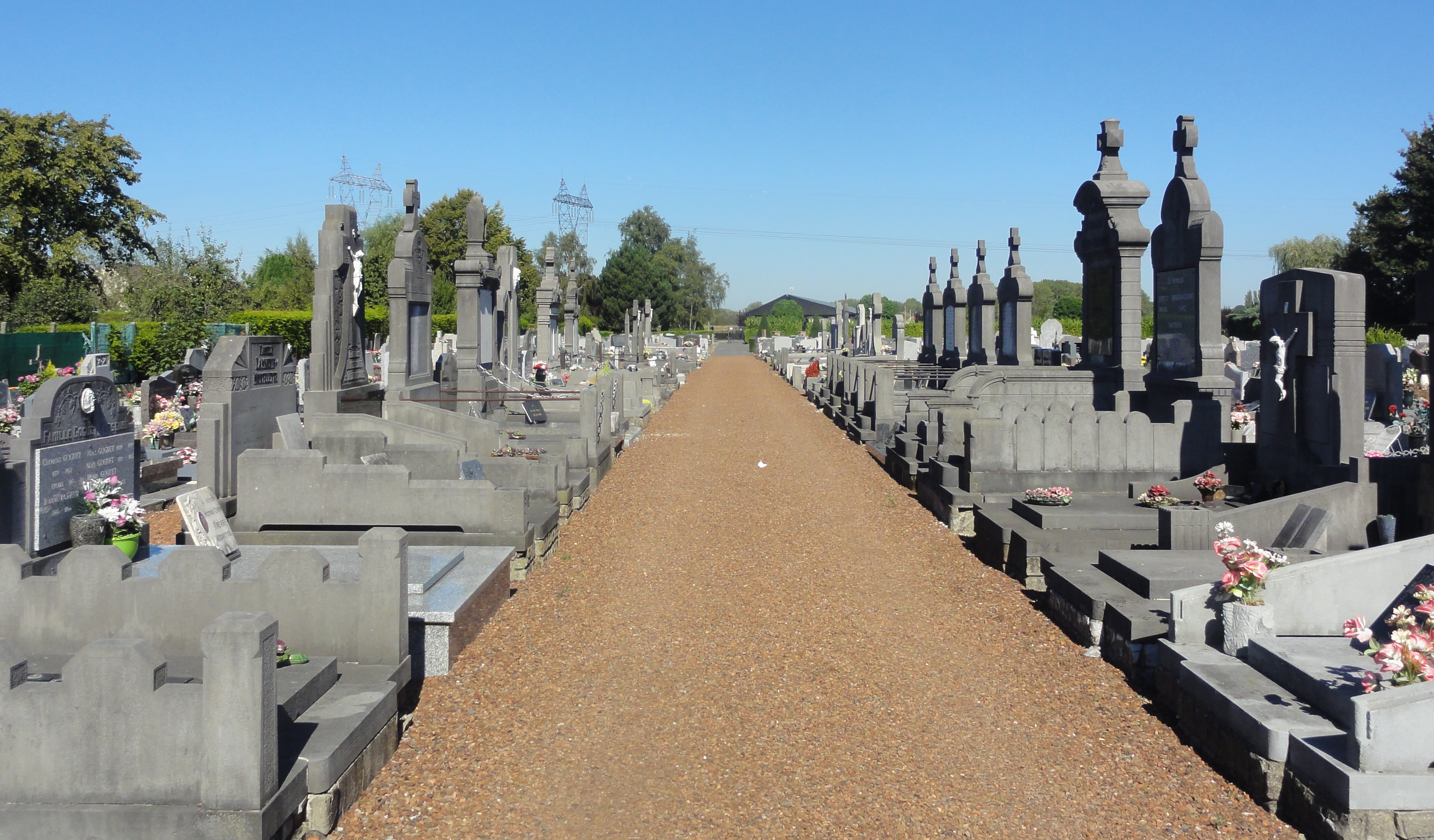
Le cimetière.
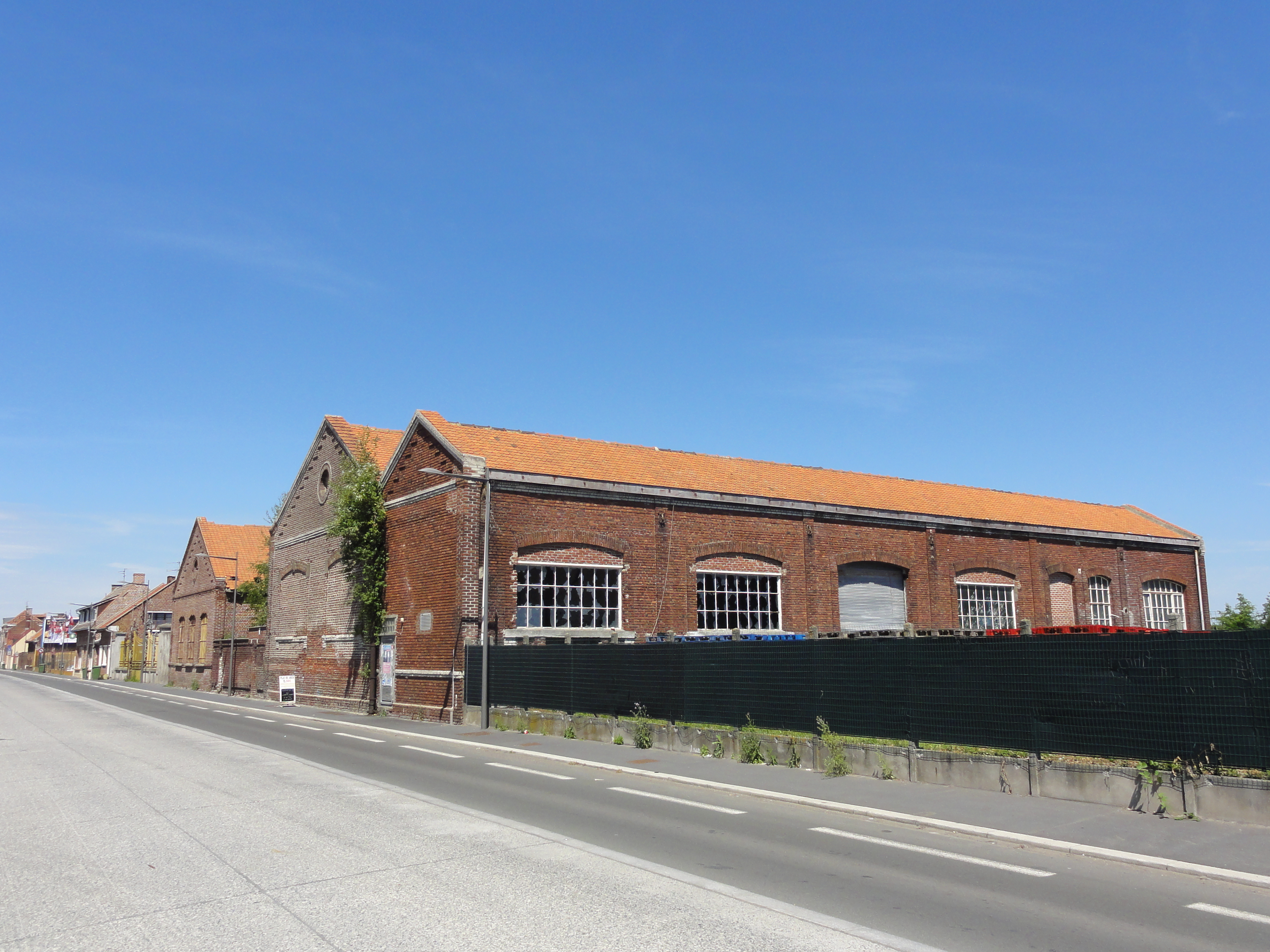
Les vestiges de la fosse Saint-René, détruits en 2021.

## Personnalités liées à la commune
Daniel Leclerc y a entraîné l'équipe de football du SC Guesnain de 1990 à 1992

## Activités associatives, culturelles, festives et sportives
- Les géants le Nain Gaillou et Maud de Saint-René[32], défilent chaque année avec d'autres pour une parade organisée par l'association Les Tiots de Guesnain[33].
- Musiciens et choristes de L'Accord musical, association active depuis 1999[34].
- Société colombophile[35]
- Football : Le SC Guesnain, club local de niveau régional qui évolua en CFA 2 (5e division nationale) entre 1997 et 2000 et obtint la 5e place de ce championnat en 1998 (meilleur résultat du club)

## Pour approfondir